# 类亮叶龙胆
类亮叶龙胆（学名：Gentiana micantiformis）是龙胆科龙胆属的植物。分布在锡金、不丹以及中国大陆的西藏等地，生长于海拔4,500米至4,600米的地区，一般生于山麓及平缓山坡，目前尚未由人工引种栽培。